# Procapra przewalskii
Gazelle Przewalski
Espèce
Synonymes
- Gazella przewalskii Büchner, 1891[1]

Statut de conservation UICN

 EN C2a(i) : En danger
Procapra przewalskii, communément appelé Gazelle Przewalski, est une espèce d'antilopes de la famille des Bovidae.

## Liste des sous-espèces
Selon BioLib (25 juin 2019) :
- sous-espèce Procapra przewalskii diversicornis (Stroganov, 1949)
- sous-espèce Procapra przewalskii przewalskii (Büchner, 1891)